# Супермарин Најтхок
Супермарин Најтхок (енгл. Supermarine Nighthawk) је ловац ваздушних бродова направљен у Уједињеном Краљевству. Авион је први пут полетео 1917. године. 

Направљен је само један прототип.
Највећа брзина у хоризонталном лету је износила 121 km/h. Практична највећа висина лета је износила 3248 метара а брзина пењања 51 метара у минути. Размах крила је био 18,5 метара а дужина 11,4 метара. Маса празног авиона је износила 1672 килограма а нормална полетна маса 2795 килограма.

## Наоружање
| Наоружање авиона: Супермарин Најтхок |          |
| Ватрено (стрељачко) наоружање        |          |
| Топ                                  |          |
| Број и ознака топа                   | 1 Дејвис |
| Број граната                         | 20       |
| Калибар                              | 37       |
| Митраљез                             |          |
| Број и ознака митраљеза              | 2 Луис   |
| Калибар                              | 7,7      |
| Бомбардерско наоружање (бомбе)       |          |
| Ракетно наоружање (ракете)           |          |